# Chaubardiella tigrina
Chaubardiella tigrina là một loài thực vật có hoa trong họ Lan. Loài này được (Garay & Dunst.) Garay mô tả khoa học đầu tiên năm 1969.

## Hình ảnh

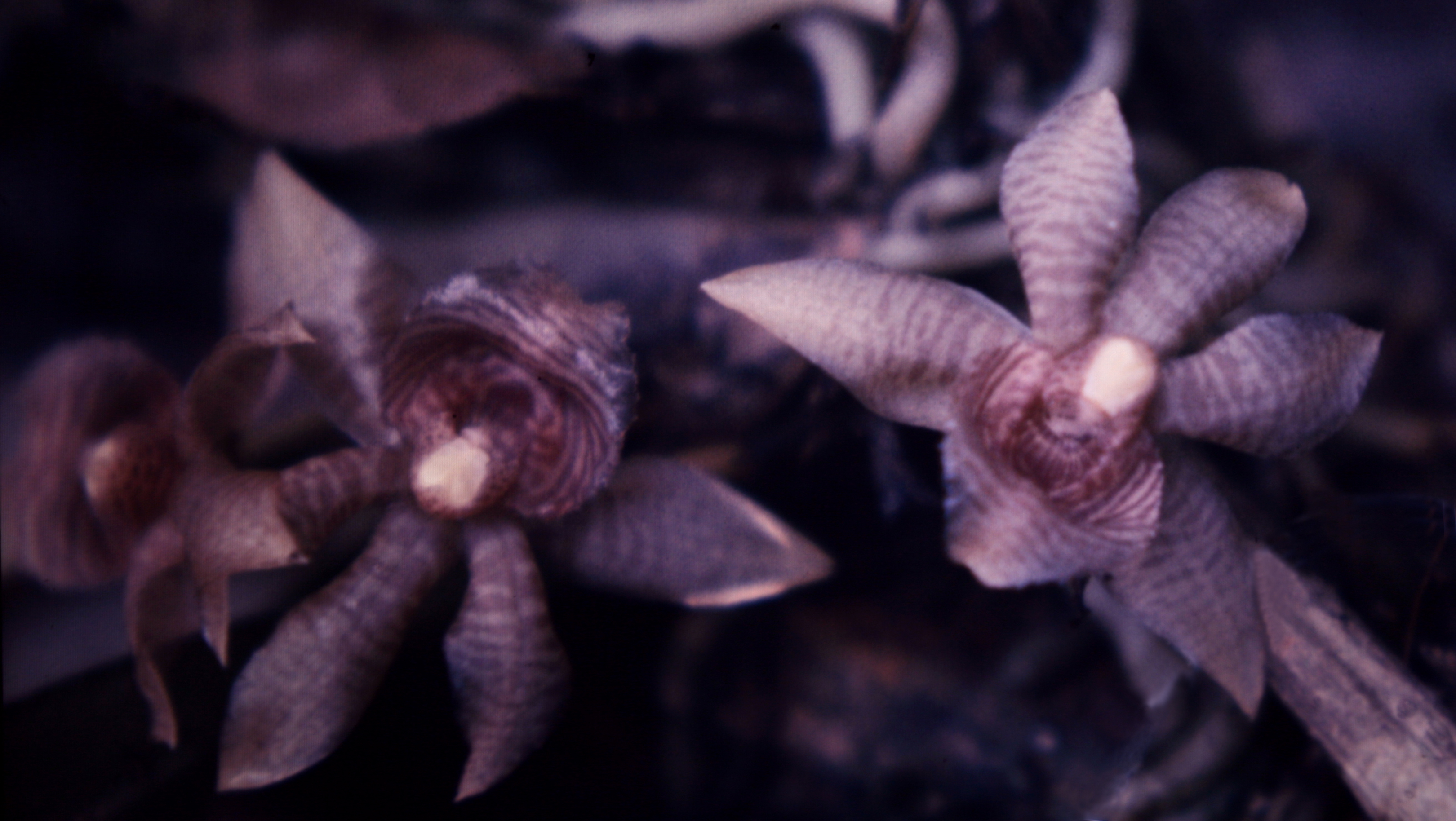
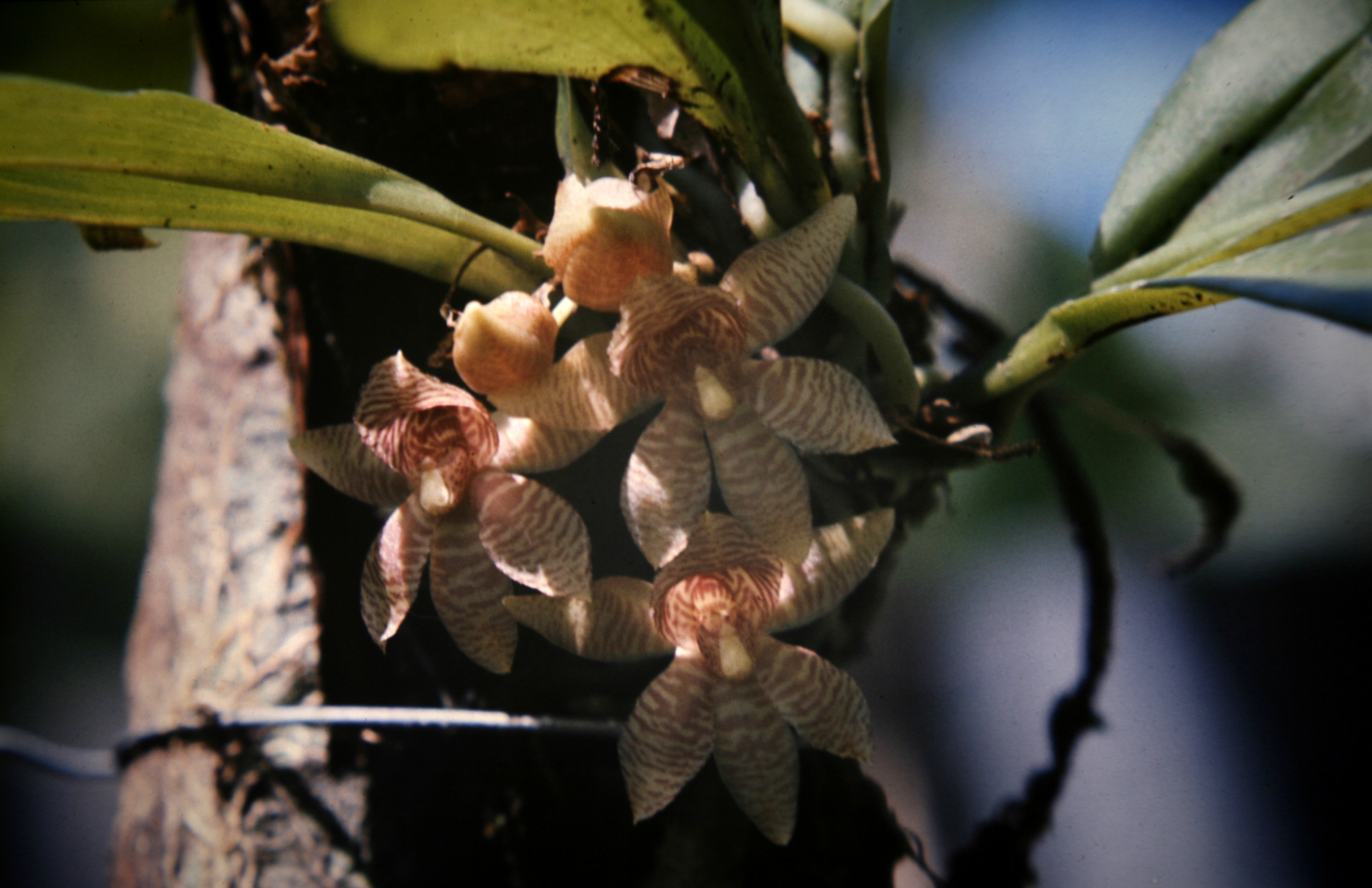
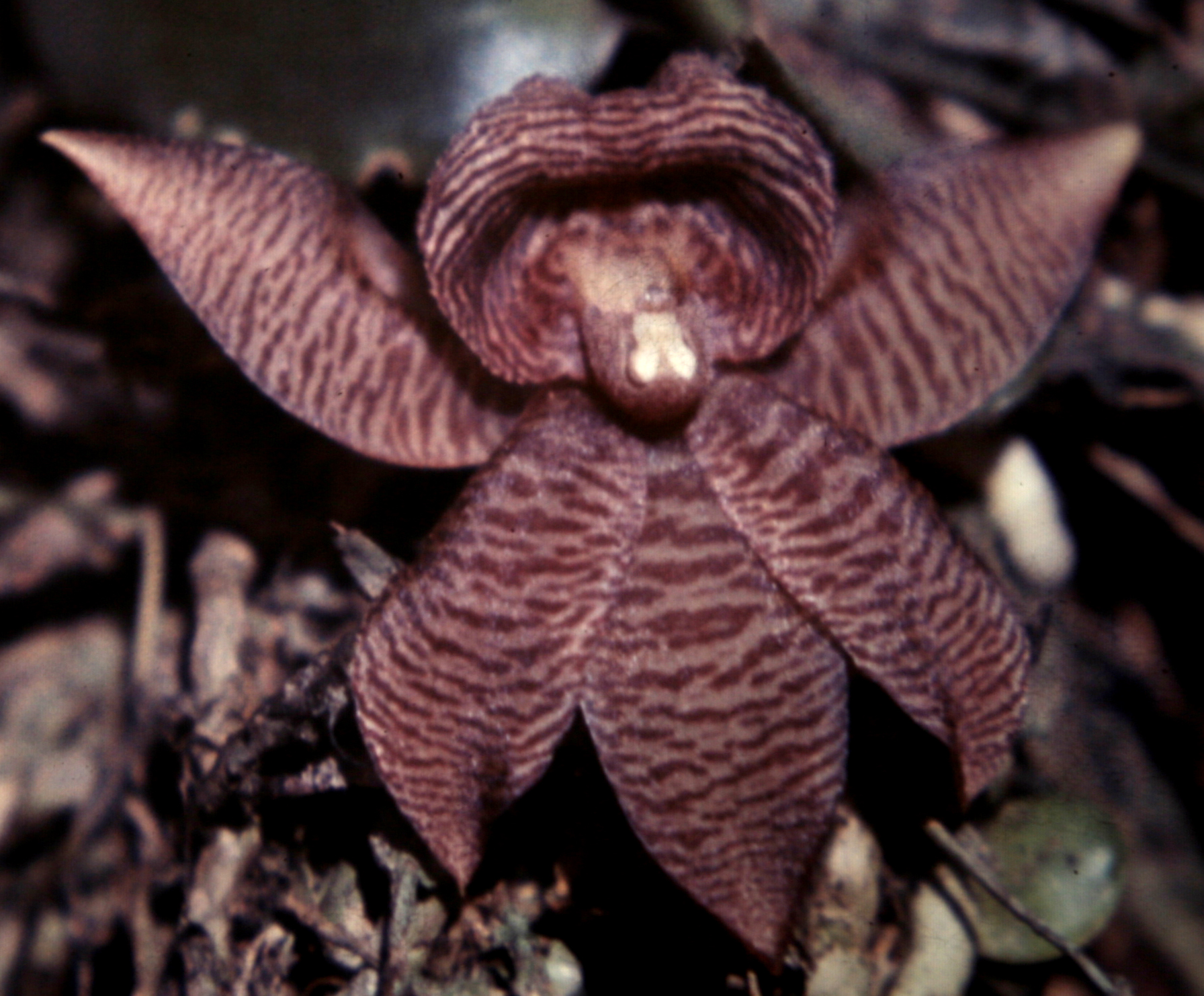